# Visions (àlbum)
Visions és el sisè àlbum d'estudi de la banda finlandesa de power metal Stratovarius. L'àlbum va ser enregistrat entre l'octubre de 1996 i el febrer de 1997 i va sortir al mercat el 28 d'abril de 1997 a través de la discogràfica T&T, filial de Noise Records. L'àlbum va assolir la posició número 4 en les llistes d'àlbums de Finlàndia i s'hi va mantenir dins durant 23 setmanes. La temàtica de l'àlbum gira al voltant de les profecies de Nostradamus.
Les cançons "The Kiss of Judas" i "Black Diamond" van ser editades com a singles de l'àlbum.
Visions és el primer àlbum en incloure el segon logo de la banda, realitzat per Markus Itkonen, qui ja havia realitzat els dissenys artístics de les portades d'àlbum anteriors de la banda. El logo compta amb una tipografia totalment renovada i amb l'incrustació de la flor de lis sota l'«o» de Stratovarius.

## Llista de cançons
Totes les cançons foren compostes per Timo Tolkki.
| Núm.          | Títol                      | Lletra         | Durada |
| ------------- | -------------------------- | -------------- | ------ |
| 1.            | «The Kiss of Judas»        | Timo Kotipelto | 5:49   |
| 2.            | «Black Diamond»            | Kotipelto      | 5:39   |
| 3.            | «Forever Free»             | Kotipelto      | 6:00   |
| 4.            | «Before the Winter»        | Tolkki         | 6:07   |
| 5.            | «Legions»                  | Tolkki         | 5:43   |
| 6.            | «The Abyss of Your Eyes»   | Kotipelto      | 5:38   |
| 7.            | «Holy Light»               | Instrumental   | 5:45   |
| 8.            | «Paradise»                 | Tolkki         | 4:27   |
| 9.            | «Coming Home»              | Tolkki         | 5:36   |
| 10.           | «Visions (Southern Cross)» | Tolkki         | 10:15  |
| Durada total: | Durada total:              | Durada total:  | 61:01  |

| 11. | «Black Diamond» (demo)                        | Kotipelto | 5:07 |
| 12. | «Uncertainty» (en directe; música: Kotipelto) | Kotipelto | 6:13 |

## Crèdits
- Timo Kotipelto – veu principal
- Timo Tolkki – guitarra, veus de suport, masterització, producció
- Jens Johansson – teclats, clavicèmbal
- Jörg Michael – bateria
- Jari Kainulainen – baix elèctric
- Kimmo Blom – veus de suport
- Marko Vaara – veus de suport
- Richard Johnson – veus de suport i consultor vocal i líric.
- James M. Johnson – veu parlada
- Mikko Karmila – Enginyer de so, mescla
- Pauli Saastamoinen – masterització
- Andreas Marschall – disseny artístic de la portada

## Posició en les llistes d'àlbums
| Any  | Gràfic               | Posició |
| ---- | -------------------- | ------- |
| 1997 | Finnish Album Charts | 4       |

## Curiositats
Al final de "Before The Winter", apareix el tema de força de la franquícia de la Guerra de les Galàxies.